# 136 (số)
136 (một trăm ba mươi sáu) là một số tự nhiên ngay sau 135 và ngay trước 137.